# Ruta 622 (Costa Rica)
La Ruta 622, oficialmente Ruta Nacional Terciaria 622, es una ruta nacional de Costa Rica ubicada en la provincia de Puntarenas.

## Descripción
En la provincia de Puntarenas, la ruta atraviesa el cantón de Esparza (los distritos de Espíritu Santo, San Juan Grande, Caldera).